# Reptadeonella levinseni
Reptadeonella levinseni is een mosdiertjessoort uit de familie van de Adeonidae. De wetenschappelijke naam van de soort is voor het eerst geldig gepubliceerd in 1940 door Borg.